# Delfina Cassinda
Delfina Cassinda (sinh ngày 6 tháng 1 năm 1980) là một vận động viên chạy bộ cự ly trung bình người Angola. Cô đã thi đấu ở nội dung 800 mét nữ tại Thế vận hội Mùa hè 2000.